# 516e régiment de chars de combat
Pour les articles homonymes, voir 516e régiment.
Le 516e régiment de chars de combat (516e RCC) est une unité blindée de l'Armée française, existant pendant l'entre-deux-guerres.

## Création et différentes dénominations
- 1923 : création du 516e régiment de chars de combat
- 1929 : devient 508e régiment de chars de combat

## Historique
Le régiment est créé en mars 1923 à Lunéville, à partir du 3e bataillon du 501e RCC (chars FT).
Alors qu'il est en occupation à Mayence (camp de Mombach), le régiment devient en 1929 le 508e régiment de chars de combat qui est reformé par ce changement d'appellation.

## Décoration
Le 516e RCC hérite de la fourragère aux couleurs de la médaille militaire gagnée pendant la Première Guerre mondiale par les compagnies 307, 308 et 309 de l'artillerie spéciale (puis 3e bataillon de chars légers).

## Étendard
L'étendard du régiment ne porte aucune inscription.